# Внеклассное чтение
«Внекла́ссное чте́ние» — роман Бориса Акунина из серии «Приключения магистра», впервые был издан в 2003 году.

## Сюжет
В романе параллельно развиваются две сюжетные линии. Действие одной происходит в XVIII веке последний год царствования Екатерины Великой, а другой — в начале XXI века.
Первая линия: семилетний Митридат, удивительно одарённый мальчик, становится случайным свидетелем заговора против императрицы и борьбы за престол сторонников Павла I и Александра I. Пытается спасти её от смерти, впутывается в дворцовые интриги. Неожиданно ему на помощь приходит благородный отшельник Данила Ларионович Фондорин.
Вторая линия: известный пластический хирург, оперирующий самых богатых и знаменитых жителей Москвы, делает вид, что находит свою родную дочь в интернате. Забрав девочку оттуда, поселяет её в своём шикарном особняке и нанимает русского англичанина баронета Николаса Фандорина для обучения светским манерам и английскому языку. Бизнесмен и бывший одноклассник хирурга похищает девочку для шантажа по крупной финансовой сделке. Фальшивый отец готов пожертвовать судьбой «дочери» ради прибыли.
Николас, создавая вместе с ученицей компьютерную игру про Эраста Фандорина, предлагает ей три возможных сюжета: «Эраст Петрович против Джека Потрошителя», «Эраст Петрович в Японии» и «Эраст Петрович в подводном городе». Несмотря на то, что достоверных сведений об этих приключениях у Николаса не сохранилось, о каждом из них можно прочитать в отдельном романе («Декоратор», «Алмазная колесница» и «Планета Вода» соответственно). При этом «Планета Вода» была написана только через 12 лет после выхода «Внеклассного чтения».

## Особенности произведения
Все главы романа называются по известным литературным произведениям и заканчиваются их последними предложениями. Среди них комедия Дениса Фонвизина «Бригадир», рассказ Ивана Бунина «Солнечный удар», роман Ивана Тургенева «Отцы и дети», комедия Уильяма Шекспира «Много шума из-за ничего», роман Шодерло де Лакло «Опасные связи», драма Фридриха Шиллера, «Коварство и любовь», поэма Джона Мильтона «Потерянный рай», повесть Жана де Лафонтена «Любовь Психеи и Купидона». Прослеживается идеологическое направление движения от просветительского утопизма XVIII века (Денис Фонвизин) к социалистическому реализму и советскому утопизму XX века (Василий Шукшин). Фамилия «бригадира» Любавин отсылает к роману Василия Шукшина «Солнцеград».

## Персонажи

### Николас Фандорин
Для образа Николаса Фандорина в романе «Внеклассное чтение» используется определение «русский англичанин», которое обыгрывает модель ассимиляции иностранного компонента в русском сознании. Эта модель часто встречалась в литературе XIX века и имеется устоявшийся образ «русского немца». Ассимиляция включает в себя движение от транслирования западной цивилизаторской модели к принятию и понятию героем своей восточной составляющей и «русскости».

### Валя Глен
В романе впервые появляется персонаж Валя Глен, который далее будет присутствовать в следующих произведениях цикла «Приключения магистра». Во «Внеклассном чтении» этот персонаж является «интерсексуальным», с не установившейся самоидентификацией, которая выражается в том, что этот персонаж считал себя то мужчиной, то женщиной, в связи с чем говорил двумя разными голосами, тенором и контральто. В последующих книгах циклах самоидентификация персонажа устоялась и он считал себя женщиной.

### Миранда
Миранда — восемнадцатилетняя дочь богатого бизнесмена Куценко, к которой Николас Фандорин был нанят гувернером; имеет «ангельскую» внешность и инфантильное поведение, показывая детскую наивность, беспомощность, растерянность, слабость. Николас испытывает симпатию к девушке благодаря её привязанности к нему и беззащитности. При вовлечении Фандорина в похищение девушки он, увидев как она беззаботно спит, принимает окончательное решение защищать её, даже рискуя жизнью собственных детей.
После того как Миранда узнает, что бизнесмен не является её родным отцом и использует её для своих корыстных целей, она утрачивает детскую непосредственность и доверчивость и предстает решительной, жестокой, расчетливой и мстительной. Девушка рассказывает жене бизнесмена Инге, что он для того, чтобы она любила только его изуродовал её лицо и потом восстановил его, а также сделал её бесплодной из-за чего Инга сходит с ума и убивает Куценко. После свершения мести Миранда остается единственной наследницей, так как мачеху отправляют в психиатрическую клинику.
Такие черты характера как жестокость и мстительность сформировались у Миранды во время жизни в интернате. В то же время для того, чтобы вызвать любовь окружающих использовалась маска наивного ребёнка. В нескольких эпизодах во время повествования Акунин показывает проявления хладнокровности к смерти, крови, страданиям, а также подчеркивает контраст между тем как Фандорин воспринимает и описывает девушку и её речью, в которой используются обсценные выражения.
Образ героини, который воспринимается Николасом может быть скрытой аллюзией к образу Лолиты Владимира Набокова в момент знакомства с Гумбертом. При этом образ трансформируется: если Лолита подчеркивает свою сексуальность, то Миранда прячет появившуюся женственность и имперсонирует подростка. Продолжая традицию Чарльза Диккенса, используется анаморфоз для создания персонажа у которого за внешним смирением и благочестием прячется лицемерие, подлость и злодейство, но другие персонажи неверно оценивают его из-за внешних проявлений.